# Lost Horizon (1973)
Lost Horizon is een Amerikaanse musicalfilm uit 1973, geregisseerd door Charles Jarrott. Hoofdrollen worden vertolkt door Peter Finch, John Gielgud, Liv Ullmann, Michael York, Sally Kellerman, Bobby Van, George Kennedy, Olivia Hussey, James Shigeta en Charles Boyer.
De film is een nieuwe versie van Frank Capra's gelijknamige film uit 1937. Net als die film is het verhaal gebaseerd op de roman van James Hilton.

## Verhaal
Een groep vliegtuigpassagiers probeert te ontkomen aan een bloederige revolutie. Onderweg wordt hun vliegtuig gekaapt en stort neer in de Himalaya. De inzittenden overleven het ongeluk. Ze worden gevonden door een paar monniken, en meegenomen naar Shangri-La. Shangri-La is een vallei volledig afgeschermd door de bergen, en beschermd tegen de kou. De vallei zelf is een utopia waar de inwoners allemaal uitzonderlijk lang leven terwijl ze er jong uit blijven zien.
De nieuwkomers raken al snel gewend aan het leven in Shangri-La. Vooral Richard Conway, de leider van de groep, is onder de indruk van de vallei. Hij ontmoet een vrouw genaamd Catherine en wordt verliefd op haar. Sally Hughes, een aan drugs verslaafde Newsweek-fotograaf, moet eerst niets weten van de plek, maar krijgt al snel een counseling van de lama’s Chagn en To Len. Sam Cornelius ontdekt dat er goud in de vallei is verborgen, maar Sally overtuigt hem om zijn technische vaardigheden te gebruiken voor het aanleggen van een beter irrigatiesysteem in plaats van het goud de vallei uit te smokkelen. Harry Lovett, een komiek en zanger, blijkt goed op te kunnen schieten met de kinderen van Shangri-La.
De enige die niet blij is met het verblijf in de vallei is Richards jongere broer, George. Hij wordt verliefd op Maria, een danseres, en wil met haar de vallei ontvluchten. Chang waarschuwt Richard dat Maria al 80 jaar in Shangri-La verblijft. Als ze de vallei verlaat zal ze weer verouderen tot haar ware leeftijd, en zeker sterven aangezien ze in werkelijk al meer dan 100 jaar oud is.
Richard wordt uitgenodigd op gesprek bij de Hoge Lama, die hem vertelt dat hij hierheen is gebracht met een reden. De Hoge Lama zal spoedig sterven, en ziet in Richard een geschikte opvolger. Die nacht sterft de Hoge Lama, maar voor Richard zijn plaats kan overnemen, vertellen George en Maria hem dat alles wat Richard te horen heeft gekregen van de Hoge Lama een leugen is. Richard is nog altijd geschokt door het hele verhaal en de dood van de Hoge Lama, en gaat met de twee mee. Nauwelijks zijn ze vertrokken, of Changs waarschuwing wordt werkelijkheid: Maria veroudert en sterft. George komt kort hierna ook om wanneer hij in een ravijn valt. Richard verliest het bewustzijn en ontwaakt later in een ziekenhuisbed. Hij vlucht het ziekenhuis uit en haast zich terug naar Shangri-La om zijn taak als leider te accepteren.

## Rolverdeling
| Acteur          | Personage      |
| --------------- | -------------- |
| Peter Finch     | Richard Conway |
| Liv Ullmann     | Catherine      |
| Sally Kellerman | Sally Hughes   |
| George Kennedy  | Sam Cornelius  |
| Michael York    | George Conway  |
| Olivia Hussey   | Maria          |
| Bobby Van       | Harry Lovett   |
| James Shigeta   | To Len         |
| Charles Boyer   | The High Lama  |
| John Gielgud    | Chang          |
| Kent Smith      | Bill Ferguson  |

## Achtergrond

### Ontvangst
De film was zowel qua opbrengst als qua kritieken een flop. Volgens critici combineerde de film een te racistisch beeld van Shangri-La met te ouderwetse muzikale nummers. Pauline Kael schreef het volgende over het Shangri-La uit de film:
a middle-class geriatric utopia [where]... you can live indefinitely, lounging and puttering about for hundreds of years... the Orientals are kept in their places, and no blacks... are among the residents. There's probably no way to rethink this material without throwing it all away.
Columbia Pictures bracht later een herziene versie van de film uit, maar ook die was geen succes.

### Filmmuziek
Het muziekalbum van de film was succesvoller dan de film zelf, en bereikte de 56e plaats in de Billboard 200. De titelsong werd gezongen door Shawn Philips. De muziek werd gecomponeerd door Burt Bacharach en Hal David, wiens lange samenwerking enkele maanden na uitkomst van de film werd beëindigd.
Van de hoofdacteurs zingen alleen Sally Kellerman, Bobby Van en James Shigeta zelf hun nummers. Bij Olivia Hussey, Peter Finch en Liv Ullman werden de nummers nagesynchroniseerd door Andrea Wills, Jerry Whitman en Diana Lee.